# Arczis
Arczis – wieś w Armenii, w prowincji Tawusz. W 2011 roku liczyła 1125 mieszkańców.